# خیابان یک‌طرفه (فیلم ۱۹۵۰)
خیابان یک‌طرفه (انگلیسی: One Way Street) فیلمی در ژانر جنایی و نوآر به کارگردانی هوگو فرگونس است که در سال ۱۹۵۰ میلادی منتشر شد. موضوع فیلم عمدتاً جرم و جنایت در مکزیک است.

## بازیگران
- جیمز میسون
- مرتا تورن
- دن دوریا
- ویلیام کنراد
- جک ایلام
- رودولفو آکوستا
- کینگ داناوان